# Život Metodějův
Život Metodějův je biografické dílo, které pravděpodobně napsal svatý Gorazd (asi 840-900).
Dílo se soustřeďuje na Metodějovo působení na Velké Moravě. Rozsahově je kratší než Život Konstantinův a je také napsáno stylisticky prostším způsobem.
Společně s dílem Život Konstantinův bylo toto dílo dříve označováno jako Panonské legendy, neboť oba věrozvěstové byli chápáni jako světci. Dnes se již toto označení nepoužívá, protože zmiňovaná díla neobsahují takové množství zázračných (hagiografických) prvků, aby mohla být označována jako legendy.